# Koniewska Ikona Matki Bożej
Koniewska Ikona Matki Bożej – ikona Matki Bożej czczona szczególnie w Rosyjskim Kościele Prawosławnym. 

## Opis
Koniewska Ikona Matki Bożej jest wizerunkiem typu Hodigitria. Przedstawia Maryję trzymającą na lewym ramieniu Dzieciątko Jezus. W zależności od wariantu w otoczeniu tych dwóch postaci mogą pojawiać się również inni święci.  

## Historia
Ikona została napisana na Górze Athos i przywieziona na teren dzisiejszej Rosji przez św. Arseniusza Koniewskiego. Założył on swoją pustelnię na jednej z wysp na jeziorze Ładoga, z której według legendy miał wygnać złe duchy, jakim oddawali cześć miejscowi poganie. Arseniusz założył na Wyspie Koniewskiej monaster, po czym wrócił na Górę Atos, zostawiając ikonę powołanej wspólnocie monastycznej jako jej opiekunkę. 
W II poł. XVI wieku, w czasie wojen Rosji ze Szwedami, ikona została przeniesiona do Monaster Dierewianickiego w Nowogrodzie, skąd w 1799 ponownie trafiła do Monasteru Koniewskiego. Od 1802 znajdowała się w specjalnie wzniesionej dla niej cerkwi Wprowadzenia Matki Bożej do Świątyni, położonej nad grobem założyciela monasteru. W 1940, gdy zakonnicy wyjechali z ZSRR, zabrali wizerunek ze sobą do Finlandii. Nadal znajduje się on w tym kraju, w monasterze Nowy Walaam.